# Nachal Boker
Nachal Boker (hebrejsky נחל בוקר) je vádí v jižním Izraeli, v centrální části Negevské pouště.
Začíná v nadmořské výšce necelých 600 metrů na úpatí masivu Har Rachama. Směřuje pak k jihozápadu kopcovitou pouštní krajinou. Od jihovýchodu zleva přijímá vádí Nachal Noked a podchází těleso dálnice číslo 40. Od jihu zleva potom přijímá vádí Nachal ha-Ro'a a severozápadně od vesnice Sde Boker ústí zprava do vádí Nachal Besor.